# 羊福乡
羊福乡，是中华人民共和国贵州省黔南布依族苗族自治州三都水族自治县一个已撤销的乡级行政区，2014年8月7日，贵州省人民政府批复同意三都水族自治县乡镇行政区划调整，撤销羊福乡，将其所辖行政区域划归都江镇。